# أنيس بربر أوغلو
أنيس بربر أوغلو (بالتركية: Enis Berberoğlu)‏ (مواليد 1 أبريل 1956 في إسطنبول)، هو سياسي وصحفي تركي. وهو نائب رئيس حزب الشعب الجمهوري (CHP)، ومسؤول عن إعلام الحزب. كما أنه نائباً بالبرلمان التركي منذ سنة 2015. شغل منصب رئيس تحرير صحيفة حريت حتى أغسطس 2014.

## اعقاله
تم الحكم على بربر أوغلو بالسجن لمدة 25 عاماً بتاريخ 14 يونيو 2017، بسبب اتهامه بالتجسس. وكان بربر أوغلو قد اتُهم بإمداد صحيفة جمهوريت بمقطع فيديو يتضح فيه نقل المخابرات التركية شاحنات محملة بالأسلحة والذخائر إلى المقاتلين في سوريا أوائل العام 2014. نفت الحكومة التركية أن تكون هذه الشاحنات محملة بالأسلحة وقالت أنها مساعدات إنسانية. ليتم اتهام بربر أوغلو بتسريب هذا الفيديو للإعلام.
بعد يوم من الحكم على بربر أوغلو بالسجن لمدة 25 عاماً، إنطلقت مسيرة تظم آلاف الأتراك سميت بـ«مسيرة العدالة» من أنقرة حتى السجن المعتقل فيه بربر أوغلو في إسطنبول، حيثُ تبلغ المسافة 450 كم. كان على رأس المسيرة زعيم حزب الشعب الجمهوري كمال قليجدار أوغلو واتهم قرار المحكمة بأنه غير قانوني وله دوافع سياسية. وهي أكبر مسيرة ضد الرئيس رجب طيب أردوغان منذ سنة 2013، وبلغ عدد رجال الشرطة المشاركين بتأطير المسيرة بـ15 ألف شرطي.

## وصلات خارجية
- الموقع الرسمي